# Bentheimer Landschwein

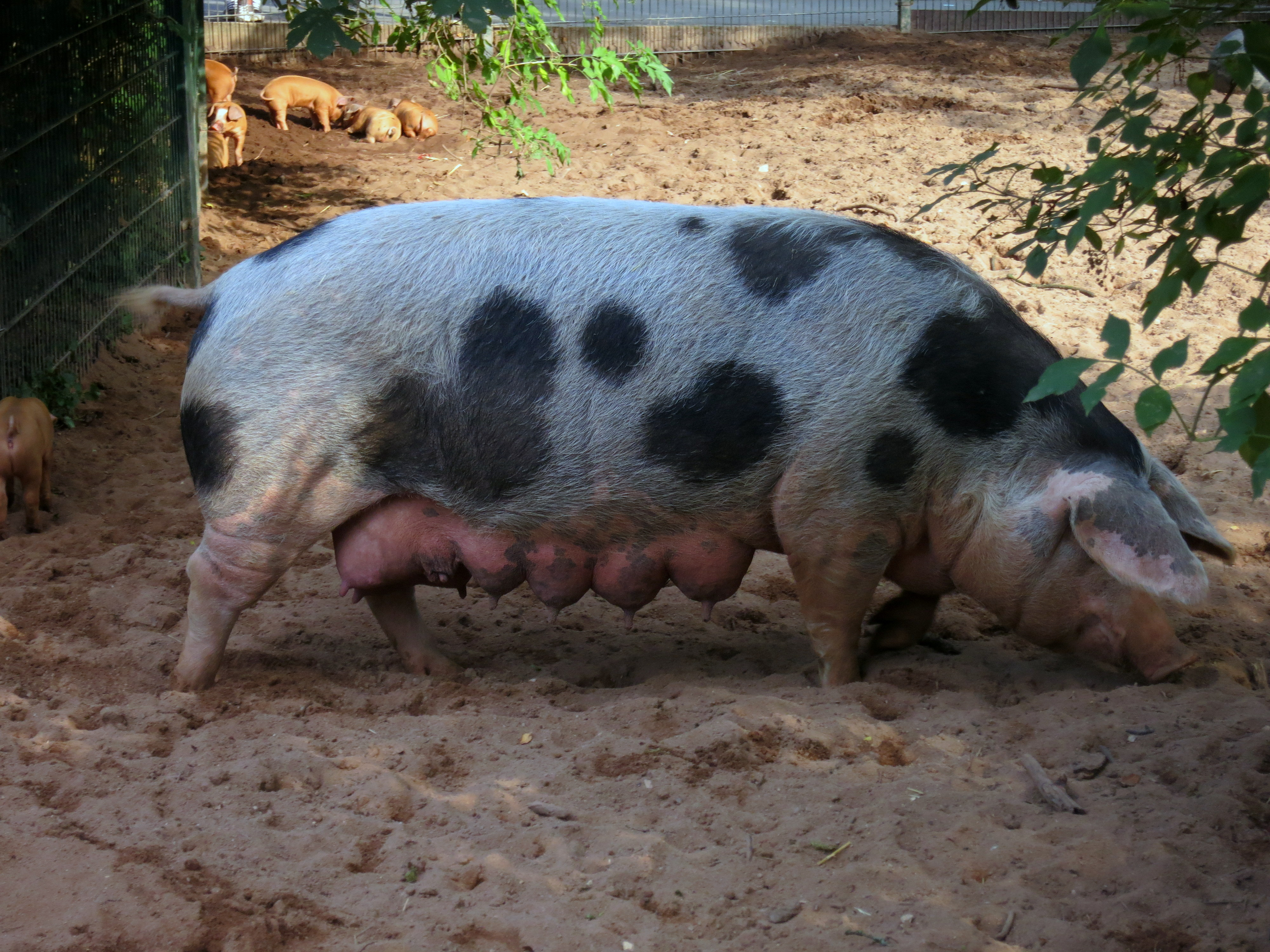
Bentheimer Landschwein im Tiergarten Nürnberg

Das Bunte Bentheimer Schwein (oder Bentheimer Landschwein) ist eine Schweinerasse aus der Grafschaft Bentheim und dem Emsland. Das Bunte Bentheimer Schwein ist vom Aussterben bedroht. Heutzutage gewinnt diese Rasse vermehrt an Bedeutung, da sie, im Gegensatz zu den hochgezüchteten Schweinen, durch eine bessere Fleischqualität gekennzeichnet ist. Der Speckanteil ist verhältnismäßig hoch, das Fleisch selbst weist einen hohen intramuskulären Fettanteil auf, was sich positiv auf die sensorischen Qualitäten des Fleisches auswirkt (Geschmack, Aussehen, Brateigenschaften). Das Bunte Bentheimer Schwein hat über den ganzen Körper verteilt größere schwarze Flecken, ist frühreif und fruchtbar.

## Die Geschichte des Bunten Bentheimer Schweines

### Anfänge
Die Geschichte der Bunten Bentheimer Schweine beginnt Mitte des 19. Jahrhunderts. Damals waren in Deutschland die Bäuerinnen für die Schweinehaltung auf den Höfen verantwortlich. Neben den vorherrschenden weißen Landschweinrassen war bei ihnen die Haltung bunter und gescheckter Rassen beliebt. Das Bunte Bentheimer Schwein war eine fruchtbare, genügsame, stressresistente und anspruchslose Schweinerasse mit guten Muttereigenschaften. Die Ferkel ließen sich aufgrund der guten Fleischqualität – und nicht zuletzt auch wegen der Scheckung – auf den Märkten gut absetzen.

### Ursprungsrassen
In Norddeutschland war man zu dieser Zeit mit den Leistungen der derzeitigen Hausschweine offensichtlich nicht mehr zufrieden und begann um ca. 1840 in das sogenannte Marschschwein, eine Variante des europäischen Landschweins, Schläge einzukreuzen. Darunter waren Berkshire-Eber und Cornwallschweine aus England. Die heutigen niedersächsischen Landkreise Grafschaft Bentheim, Emsland und Cloppenburg sowie das westfälische Wettringen können dabei als Ursprungsorte angesehen werden. Es wurden jeweils die aus den oben genannten Kreuzungen fallenden bunten Ferkel mit Schlappohren zur Zucht weiterbenutzt. Ganz vereinzelt tauchen bei Würfen auch Ferkel mit gelb-rötlicher Farbe auf, die mit schwarzen Flecken durchsetzt ist. Eine genaue Erklärung hat man bis heute dafür nicht gefunden. Man vermutet, dass zeitweilige Einkreuzungen von Tamworth-Schweinen oder ungewollte Deckungen durch Wildschwein-Eber dafür verantwortlich sind.

### Blütezeit
In den 1950er-Jahren lag die Hochzeit der Bunten Bentheimer Schweine. Als einfach und günstig zu haltende sowie überaus fruchtbare Tiere lieferten sie ein Fleisch von exzellenter Qualität, das nach den schweren Kriegszeiten auch sehr gefragt war. Die Rasse wurde in einem bundesweiten Herdbuch offiziell geführt.

### Niedergang
Mit dem Aufkommen des Wirtschaftswunders in Westdeutschland änderten sich die Verbrauchergewohnheiten. Fettarmes Fleisch war nun gefragt, das die Bunten Bentheimer aufgrund des „ungünstigen“ Fleisch-Fett-Verhältnisses (gegenüber dem Anteil in heutigem Schweinefleisch) nicht liefern konnten. Auch die Schweinezucht änderte sich – wenige „Wirtschaftsrassen“ nahmen den Platz früherer, regional angepasster Rassen ein. Das Herdbuch wurde aufgelöst und die Zahl der Züchter des Bunten Bentheimer Schweines ging drastisch zurück. Letztlich hielt nur der Züchter Gerhard Schulte-Bernd aus Isterberg in der Grafschaft Bentheim an der Haltung der Swatbunten fest und bemühte sich über Jahre hinweg, Behörden und Landwirte von einer koordinierten Weiterzucht und Vermarktung zu überzeugen. In den 1990er Jahren hielt er praktisch den gesamten noch vorhandenen Bestand des Bunten Bentheimer Schweines. Bei nur noch rund 100 Zuchttieren deutschlandweit war diese Rasse hochgradig vom Aussterben bedroht. Die Hartnäckigkeit von Schulte-Bernd, die Rückkehr zur Stärkung regionaler Kultur und damit auch Tierhaltung (Erhalt wichtiger genetischer Ressourcen) führen nun zu einer neuen Blüte dieser alten Haustierrasse.
Das Bentheimer Landschwein wurde 1995 von der Gesellschaft zur Erhaltung alter und gefährdeter Haustierrassen (GEH) zur „Gefährdeten Nutztierrasse des Jahres“ erklärt.

### Verein zur Erhaltung des Bunten Bentheimer Schweines

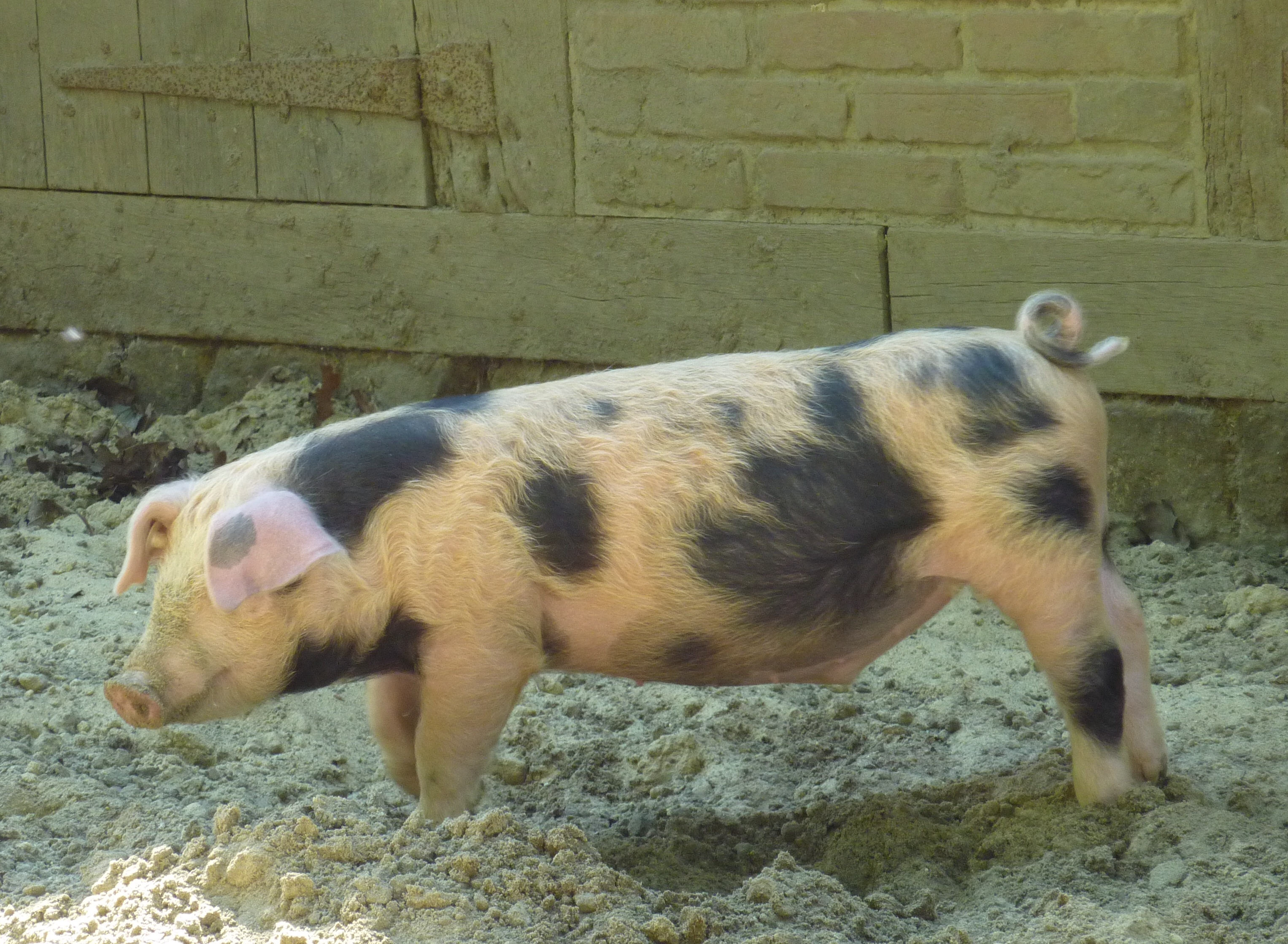
Bentheimer Landschwein (im Museumsdorf Cloppenburg)

Am 1. März 2003 wurde der Verein zur Erhaltung des Bentheimer Schweines e. V im Tierpark Nordhorn von Haltern, Züchtern und Freunden des Bunten Bentheimer Schweines gegründet. Der gemeinnützige Verein richtete ein bundesweites Herdbuch ein. Die Zuchtpopulation hatte sich von 50 im Jahr 2003 auf 572 Stammtiere im Jahr 2008 erholt. 2008 waren 88 Herdbuchzuchtbetriebe in 13 Bundesländern gemeldet. Weitere Züchter gibt es in den Niederlanden und in Luxemburg. Im August 2014 gab es wieder 410 Herdbuchsauen und 90 Eber in Deutschland. In den Niederlanden existiert ebenfalls eine große Population mit 400 Sauen.

## Heutige Verwendung
Durch das Aufblühen des Interesses an der Rasse wird das Bunte Bentheimer inzwischen wieder verstärkt in Lebensmittelproduktion und Gastronomie verwendet. Gefördert wird dies durch den allgemeinen Trend zum „Slow Food“, wie die Aufnahme des Bunten Bentheimers in die „Arche des Geschmacks“ zeigt. Das Fleisch wird in der Szene- und gehobenen Gastronomie verwendet und für die Herstellung von Premium-Lebensmitteln wie z. B. dem Westfälischen Knochenschinken, der Ahlen Wurst und weiteren Wurst- und Schinkenspezialitäten.